# Поликсени Антониу
Поликсѐни Антонѝу (на гръцки: Πολυξένη Αντωνίου) e гръцка просветна деятелка от Солун в края на XIX - началото на XX век.

## Биография
Родена е в 1840 година. Става учителка и видна гръцка деятелка в града. Завършва гръцкото девическо училище в Солун. Става учителка в същото училище и преподава в него в продължение на 56 години. Директорка е на училището в 1892 - 1900, 1901 - 1902, 1907 - 1913 година.
Поликсени Антониу умира в 1934 година в Солун.